# 内廷奇
内廷奇，是匈牙利诺格拉德州所辖的一个村。总面积20.47平方公里，总人口1180，人口密度57.6人/平方公里（2011年1月1日）。